# Alsóbakóca
Alsóbakóca (horvátul: Donja Bukovica) falu Horvátországban Verőce-Drávamente megyében. Közigazgatásilag Újbakócához tartozik.

## Fekvése
Verőcétől légvonalban 37, közúton 44 km-re délkeletre, községközpontjától 4 km-re északkeletre, Nyugat-Szlavóniában, a Drávamenti-síkság szélén, a Papuk-hegység előterében, Brezik és Gornje Viljevo között fekszik.

## Története
A település a 16. század végén, vagy a 17. század elején keletkezett pravoszláv vlachok betelepítésével, akik a török uralom idején a környező földeket művelték meg. A térség 1684-ben szabadult fel a török uralom alól, de a lakosság részben helyben maradt.
Az első katonai felmérés térképén „Dorf Dolnia Bukovicza” néven találjuk. Lipszky János 1808-ban Budán kiadott repertóriumában „Bukovicza (Dolnya)” néven szerepel. Nagy Lajos 1829-ben kiadott művében „Bukovicza (Dolna, Inf.)” néven 46 házzal, 4 katolikus és 268 ortodox vallású lakossal találjuk.
1857-ben 213, 1910-ben 309 lakosa volt. 1910-ben a népszámlálás adatai szerint lakosságának 93%-a szerb, 4%-a magyar anyanyelvű volt. Verőce vármegye Szalatnoki járásának része volt. Az első világháború után 1918-ban az új szerb-horvát-szlovén állam, majd később (1929-ben) Jugoszlávia része lett. Az 1960-as évektől fogva a fiatalok elvándorlása miatt a lakosság száma folyamatosan csökken. 1991-ben lakosságának 82%-a szerb, 9%-a jugoszláv, 8%-a horvát nemzetiségű volt. 2011-ben 85 lakosa volt.

## Lakossága
| Lakosság változása | Lakosság változása | Lakosság változása | Lakosság változása | Lakosság változása | Lakosság változása | Lakosság változása | Lakosság változása | Lakosság változása | Lakosság változása | Lakosság változása | Lakosság változása | Lakosság változása | Lakosság változása | Lakosság változása | Lakosság változása |
| ------------------ | ------------------ | ------------------ | ------------------ | ------------------ | ------------------ | ------------------ | ------------------ | ------------------ | ------------------ | ------------------ | ------------------ | ------------------ | ------------------ | ------------------ | ------------------ |
| 1857               | 1869               | 1880               | 1890               | 1900               | 1910               | 1921               | 1931               | 1948               | 1953               | 1961               | 1971               | 1981               | 1991               | 2001               | 2011               |
| 213                | 230                | 229                | 273                | 258                | 309                | 341                | 362                | 320                | 332                | 291                | 224                | 161                | 120                | 101                | 85                 |